# Епархия Сендая
 Епархия Сендая  (лат. Dioecesis Sendaiensis) — епархия Римско-Католической церкви с центром в городе Сендай, Япония. Епархия Саппоро входит в митрополию Токио.

## История
4 апреля 1891 года Святой Престол учредил апостольский викариат Хакодате, выделив его из апостольского викариата Центральной Японии (сегодня — Архиепархия Токио).
15 июня 1891 года Римский папа Лев XIII издал бреве «Non maius Nobis», которым преобразовал апостольский викариат Хакодате в епархию.
13 августа 1912 года и 12 февраля 1915 года епархия Хакодате передала часть своей территории апостольским префектурам Ниигаты и Саппоро.
9 марта 1936 года Конгрегация пропаганды веры выпустила декрет «Cum dioecesis», которым переименовала епархию Хакодате в епархию Сендая.

## Ординарии епархии
- епископ Александр Берлиоз (24.04.1891 — 25.07.1927);
  - священник Андре Дюма (1931—1936) — апостольский администратор;
- епископ Мари-Жозе Лемьё (29.06.1936 — 16.01.1941);
- епископ Михаил Васабуро Уракава (20.11.1941 — 26.11.1953);
- епископ Пётр Ариката Кобаяси (21.02.1954 — 24.01.1976);
- епископ Раймонд Августин Тихиро Сато (24.01.1976 — 19.06.1998);
- епископ Франциск Ксаверий Осаму Мидзобэ SDB[1] (10.05.2000 — 14.05.2004) — назначен епископом Такамацу;
- епископ Мартин Тэцуо Хирага (10.12.2005 — 18.03.2020);
- sede vacante.

## Источник
- Annuario Pontificio, Libreria Editrice Vaticana, Città del Vaticano, 2003, ISBN 88-209-7422-3
- Бреве Non maius Nobis, ASS 24 (1891-92), стр. 257  (лат.)
- Декрет Cum dioecesis, AAS 28 (1936), стр. 235  (лат.)